# كمذنو
كمذنو في الأساطير الهندوسية بقرة إلهية يعتقد أنها أم كل الأبقار. ومثل ابنتها نانديني تستطيع تحقيق كل أماني الراغب الحقيقي. وقد زودت فاسيشتا بكل حاجاته من الأضاحي. تعني كمذنو بقرة الرغبة، فهي بقرة خارقة تستطيع تحقيق كل المطالب.

## الأصل
يقال أحيانا أن كمذنو ابنة داكشا وزوجة كاسيابا. ظهرت على الأرض كأحد الأشياء الثمينة التي أحضرت النور في المحيط المخضوض.